# Гребнещуки
Гребнещуки (лат. Ctenolucius) — род пресноводных лучепёрых рыб из семейства гребнещуковых (Ctenoluciidae). Представители рода распространены в тропических пресных водоёмах южной части Центральной Америки (Панама) и северо-западной части Южной Америки (Колумбия и Венесуэла).

## Описание
Длина тела составляет от 26 (Ctenolucius hujeta) до 28,6 см (Ctenolucius beani). Тело удлинённое, щуковидной формы, цилиндрическое на поперечном разрезе, покрыто мелкой чешуёй с шипиками. В боковой линии 45—50 чешуек. Челюсти удлинённые с многочисленными, мелкими, острыми, обращёнными назад зубами. Зубы расположены в один ряд на каждой челюсти. У представителей рода на нижней челюсти есть дорсовентрально уплощённые мясистые выросты. Спинной и анальный плавники смещены к хвостовому стеблю. В брюшных плавниках 8 мягких лучей. Есть жировой плавник.

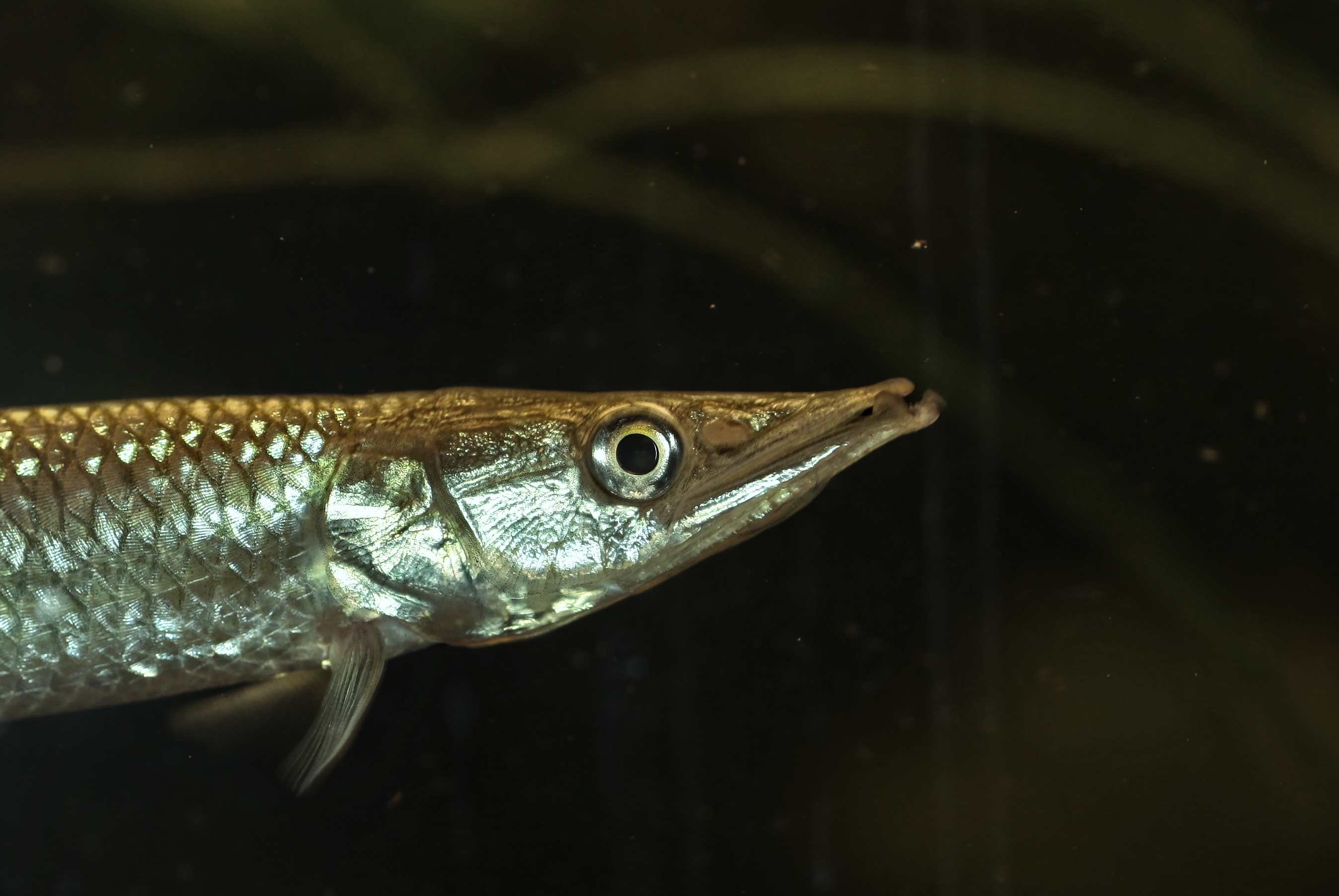
Голова обыкновенной гребнещуки

## Классификация
На декабрь 2019 года в род включают 2 вида:
- Ctenolucius beani (Fowler, 1907)
- Ctenolucius hujeta (Valenciennes, 1850 — Обыкновенная гребнещука